# 修道女フィデルマの叡智
『修道女フィデルマの叡智』（しゅうどうじょフィデルマのえいち、The Poisoned Chalice and Other Stories from Hemlock at Vespers）は、ピーター・トレメインによるイギリスの推理小説の短編集。
イギリスで出版された「修道女フィデルマシリーズ」の短編15編が収録された短編集『Hemlock at Vespers』より、東京創元社編集部と翻訳者が5編をセレクトし、著者の承諾を得て収録された日本オリジナルの短編集。

## 収録作品

### 聖餐式の毒杯
（せいさんしきのどくはい）、The Poisoned Chalice
所属するキルデア修道院の『修道院宗規』に教皇の認可と祝福を頂くために、ローマへ巡礼に訪れたフィデルマは、教皇との面会の許可が下りるのを待つ間、ローマの街を見物することにする。ところが、聖ヒッポリュトスの墓がある小教会のミサに参加したフィデルマの目の前で、聖体のワインを口にした美男の聖職者が死亡する。ワインに毒物が仕込まれていたのだ。フィデルマは修道院長から、事件が表面化し大事になる前に解決して欲しいと依頼される。
ミセーノ
ローマの修道院長。聖ヒッポリュトス教会を管轄する。
コルネリウス
聖ヒッポリュトス教会の神父。
タリウス
聖ヒッポリュトス教会の助祭。ワインとパンの準備をした。
テレンティウス
ローマの警備兵（カストデス）。傲慢な態度の若者。
タロス
ギリシャ商人。
ドッコ
ゴール（ガリア）のプアンカから来た聖職者。毒殺される。
イギエーリア
ドッコの妹。
エノウドック
ドッコの友人。ゴールの交易商船の船長。

### ホロフェルネスの幕舎
（ホロフェルネスのばくしゃ）、At the Tent of Holofernes
幼なじみで「魂の友」であるリアダーンから助けを求める便りをもらったフィデルマは、急いで彼女が住むラー（一族の砦）へ向かう。そこでフィデルマは、リアダーンが夫と息子を殺害した罪に問われていることを聞かされる。何とか裁判の日程を延ばしてもらい、リアダーンから事情を聞くと、一週間前、病気の伯母の見舞いから帰ったすぐ後に身柄を拘束されたという。血のついた凶器と服がリアダーンの部屋から発見され、召使いの娘がリアダーンとスコリアーが言い争っているところを聞いたと証言したことが大きな理由となったようだった。リアダーンの無実を信じるフィデルマは関係者たちにも事情を聞く。
リアダーン
フィデルマの幼なじみ。魂の友。
スコリアー
リアダーンの夫。ゴール（ガリア）人。イルナンの護衛隊の指揮官。
クーノベル
リアダーンとスコリアーの息子。
イルナン
オー・ドローナの族長。女性。
コン
オー・ドローナの族長のターニシュタ（後継者）。金髪の美男子。
ラーハン
オー・ドローナのブレホン（裁判官）。
ブラナー
召使いの娘。

### 旅籠の幽霊
（はたごのゆうれい）、Our Lady of Death
兄・コルグーから「母、危篤」の知らせを受けたフィデルマは、都のキャシェルへ急ぐため、雪が吹き荒ぶ山を越えていく。吹雪の中に宿があることを示すランタンを見つけたフィデルマだったが、「旅籠は季節・昼夜を問わず開けておかなければならない」という法律に違反し閉まっており、戸を叩くと、宿の主人が「悪霊退散」と叫ぶのが聞こえた。事情を聞くと、1週間ほど前から、戦死した前夫が得意だった笛の音がどこからともなく聞こえたり、再婚したことに対する恨み節が聞こえてくるという。幽霊の正体をフィデルマが追求する。
ベラッハ
旅籠の主人。モンケイの再婚した夫。
モンケイ
ベラッハの妻。堅実な生活を送る真面目な女性。前夫が言った「財産」を探したが、見つからなかった。
ムグローン
モンケイの前夫。「財産を隠した」と言い残して戦に参加し戦死した。
キャノウ
ムグローンの弟。兄と共に戦死した。

### 大王の剣
（ハイ・キングのつるぎ）、The High King's Sword
〈黄色疫病〉（イエロー・プレイグ）の蔓延により、多数の死者が出、連王として大王の位に即位していた二兄弟も相次いで崩御した。タラの〈大集会〉で次期大王に承認されたのは亡き王の息子、シャハナサッハだった。だが、即位の儀式に必要な王家伝来の宝剣“カラハーログ”が盗まれ、儀式を執り行うことができずにいるという。疫病の蔓延で国民が疲弊する中、古来からの伝統を守ることが出来なければ、新たな大王の統治の不吉な幕開けの象徴と取られかねない。大王位を狙っていたシャハナサッハの従兄・アリールが聖堂にいるところを目撃され、独房に監禁されているとのことだが、宝剣は未だに見つかっていない。フィデルマは、翌日に執り行われる即位の儀式までに宝剣を見つけ出すことができるのか。
コルマーン
タラの大修道院長。アイルランド五王国の全王侯や族長たちが集う〈大集会〉で信仰上の顧問官を務める高僧。ローマ派の信奉者。
シャハナサッハ
アイルランド五王国を統べる大王。黄色疫病で亡くなった大王（兄）の子息。
オルナット
シャハナサッハの妹。
アリール・フラン・エッサ
シャハナサッハの従兄。30代半ば。20年前に大王だったドナル・マク・エードの王子。ターニシュタ（王位継承予定2位）。
ケルナッハ・マク・ディアルムィッド
シャハナサッハの従弟。
コンガル、エルク
大王護衛隊の護衛兵。聖堂の警護をしていた。空の櫃の側にいたアリールの身柄を捉えた。
ロガラッハ
修道士。

### 大王廟の悲鳴
（だいおうびょうのひめい）、A Screen from the Sepulchre
古い言い伝えで、死者の霊が一晩だけ戻って来られると言われる万聖節の宵。歴代の大王が眠る霊廟の見回りをしていた衛兵のトゥレサックは、邪教を崇拝していたと伝わる王の墓の中から何者かの悲鳴を聞く。上官は当初取り合ってくれなかったが、上官も声を聞き異状を察知、コルマーン修道院長に墓を開ける許可を求める。
タラの〈大集会〉に参加するために3年ぶりに都を訪れ、コルマーン修道院長と挨拶をしていたフィデルマは現場に同行し、複数の衛兵の証言を重く見て、墓を開けるのを渋るコルマーンと管理人のギャラヴを促す。1500年ぶりに封印が解かれ開けられた墳墓の内部には、ごく最近死んだと思われる男の死体が転がっていた。遺体は、アイルランドで学識ある裁判官として知られるフィアクだった。
コルマーン
タラの大修道院長。「大王の剣」事件以来、フィデルマを信頼している。
トゥレサック
大王宮の護衛兵。
イレール
大王護衛隊の隊長。
ギャラヴ
大王宮の墓所の管理人。
フィアク
アルドガールのブレホンの長。学識ある裁判官の一人として名を知られていたが、今回の〈大集会〉で誤審の審問会にかけられる予定だった。
エトゥロムマ
フィアクの妻。18歳。経済的に安定した生活を求めての、愛のない結婚だった。